# 셍캉역

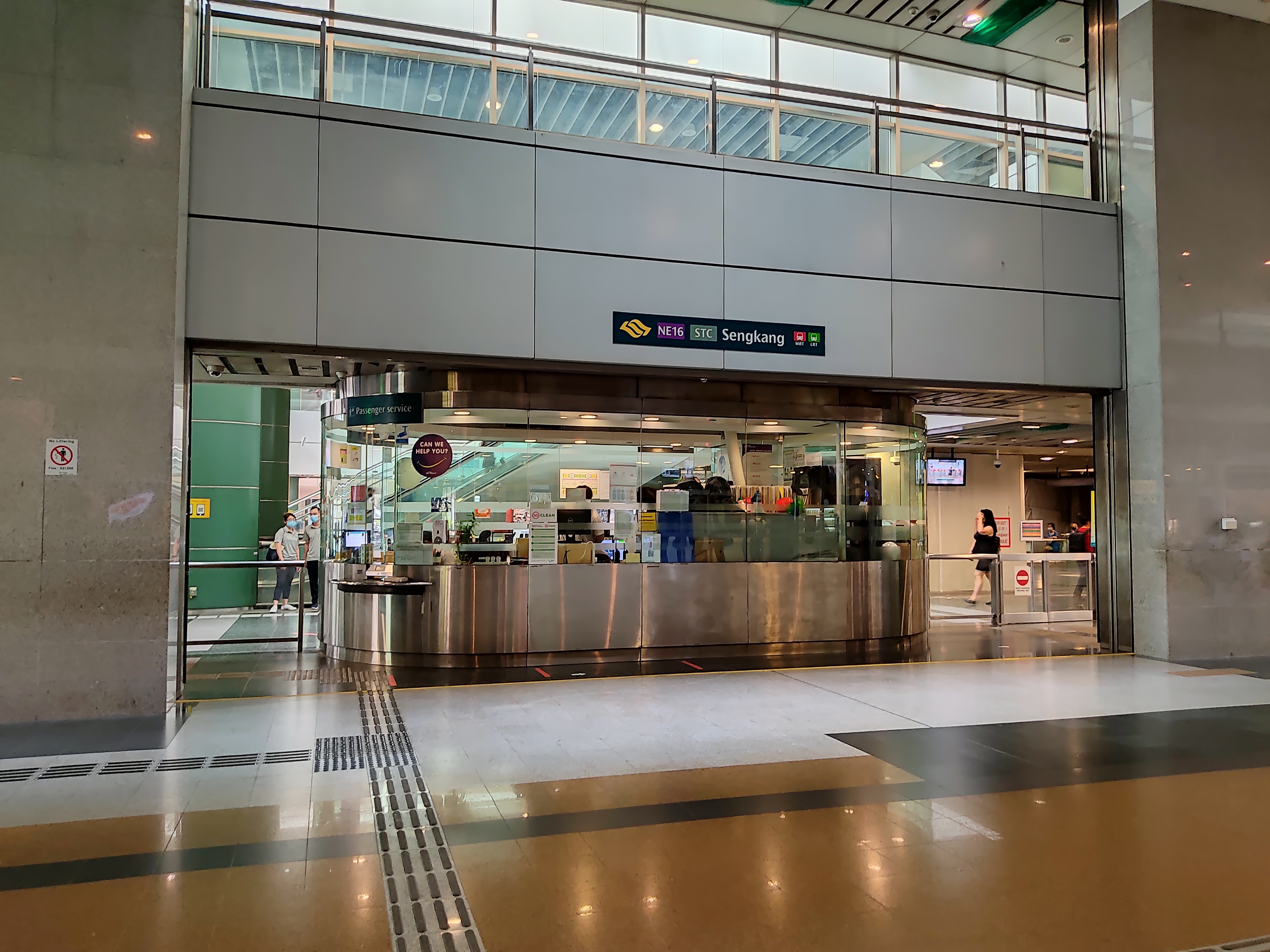

셍캉역(Sengkang MRT/LRT station)은 싱가포르 셍캉에 있는 MRT(Mass Rapid Transit) 및 LRT(Light Rail Transit) 환승역이다. 노스이스트선(NEL)과 셍강 LRT(SKLRT) 사이의 인터체인지이다. 부앙콕역과 함께 셍캉계획구역 내에 위치하고 있다.
LRT 역은 SKLRT의 다른 이스트 루프 역과 함께 2003년 1월 18일에 개통되었으며, NEL 역은 6월 20일에 개통되었다. 웨스트 루프의 서비스는 2005년 1월 29일에 서비스를 시작했다. 역에 대한 무장애 접근성을 개선하기 위해 역 업그레이드가 시행되고 있다. 셍캉 광장과 셍캉 동쪽 길 사이 셍캉 타운 센터에 위치하고 있으며 컴퍼스 원, 컴퍼스 하이츠, 셍캉 버스 인터체인지와 바로 연결되어 있으며 컴퍼스베일 버스 인터체인지까지 도보 거리에 있다.